# Rhodococcus pyridinivorans
Rhodococcus pyridinivorans ist eine Bakterienart, deren Zellen keine Sporen bilden und die unbeweglich sind. Namensgebend war die Fähigkeit Pyridin abzubauen. R. pyridinivorans besitzen eine Gram-positive Zellwand, die in älteren Kulturen jedoch Gram-variabel erscheint. Auf Nährmedium bilden sie ein Substratmycel auf der Oberfläche, welches in den Agar eindringt und in kokkoide Stäbchen fragmentiert. Kolonien auf CASO-Agar sind leicht orange, undurchsichtig, gewölbt mit leicht irregulärem Rand. Das Wachstum findet aerob zwischen pH 7 und 9 (optimal 7,5 bis 8,5) bei 10 bis 45 °C (optimal 30–37 °C) statt. Die Spezies ist sehr nahe mit Rhodococcus rhodochrous verwandt. Rhodococcus pyridinivorans ist außerdem in der Lage Benzothiazol und 2-Hydroxybenzothiazol abzubauen. Ein Stamm wurde aus einer Ölverschmutzung in Ungarn isoliert und das Genom sequenziert, da er außergewöhnliche Eigenschaften im Abbau von aromatische Verbindungen zeigte. Rhodococcus pyridinivorans hat großes Potenzial bei der Bioremediation von mit Nitroaromaten kontaminierten Böden.